# Vodeane, Krînîcikî
Vodeane (în ucraineană Водяне) este un sat în comuna Bîkove din raionul Krînîcikî, regiunea Dnipropetrovsk, Ucraina.

## Demografie
Componența lingvistică a localității Vodeane
     Ucraineană (88,54%)
     Rusă (8,28%)
     Română (2,23%)
Conform recensământului din 2001, majoritatea populației localității Vodeane era vorbitoare de ucraineană (88,54%), existând în minoritate și vorbitori de rusă (8,28%) și română (2,23%).